# Ziemowit Barański
Ziemowit Barański (ur. 15 listopada 1934 w Skarżysku-Kamiennej) – polski jachtowy kapitan żeglugi wielkiej, instruktor i wykładowca żeglarstwa, sędzia żeglarski, działacz społeczny. W latach 1956–2010 odbył w sumie 100 morskich rejsów i kilkakrotnie odwiedził ponad 700 różnych portów morskich. Łącznie przepłynął 223 828,2 mil morskich.

## Działalność żeglarska
Pierwsze pływania odbył w 1948 roku na kajaku żaglowym na jeziorze Rejowskim, w pobliżu ówczesnego miejsca zamieszkania. Zarażony żeglarską pasją sam skonstruował pierwszą żaglówkę, a następnie kolejne, odbywając coraz poważniejsze rejsy po jeziorach mazurskich.
Ze zorganizowanym żeglarstwem zetknął się w Szkolnym Kole Ligi Morskiej w kieleckim liceum, do którego uczęszczał. W 1952 r. został zakwalifikowany na kurs podczas rejsu na jeziorach mazurskich, tam też uzyskał swój pierwszy stopień żeglarza. W tym samym roku rozpoczął studia w Lublinie i rozpoczął działalność w Lidze Morskiej. Wkrótce zdobył stopień sternika jachtowego, a na kolejnych kursach i rejsach sam był już instruktorem.
Pierwszy rejs morski odbył w 1956 r. na STS Generał Zaruski, a już pięć lat później, wraz z uzyskaniem stopnia kapitana, odbył pierwszy samodzielny rejs. Na morskiej żegludze spędził łącznie około 5 lat. Pływał po Oceanie Spokojnym, Atlantyku, po morzach: Śródziemnym, Północnym Czarnym i Bałtyckim. Najdłuższy rejs, w którym brał udział trwał 8 miesięcy i 24 dni (STS Pogoria, Międzynarodowa Szkoła pod Żaglami, 1988/1989). Pod względem przepłyniętych mil morskich, najdłuższa była wyprawa wokół Ameryki Południowej – 25 778 mil morskich (STS Fryderyk Chopin, Chrześcijańska Szkoła pod Żaglami, 1998/1999).

## Działalność społeczna
Ziemowit Barański jest instruktorem i wykładowcą żeglarstwa (w tym żeglarstwa lodowego) oraz sędzią żeglarskim. Od dziesięcioleci walczy o budowę nad Zalewem Zemborzyckim w Lublinie nowoczesnego i funkcjonalnego ośrodka żeglarstwa i sportów wodnych.
Jest Członkiem Rady Siedmiu Stowarzyszenia Bractwo Wybrzeża oraz komandorem Bractwa Brygowego.
Jest autorem książki „S/y Roztocze – 50 lat na morzach i oceanach” wydanej w roku 2019 przez Lubelski Okręgowy Związek Żeglarski w 50. rocznicę istnienia jachtu.
W roku 2019 ukazał się książkowy wywiad-biografia „Kapitan. Z Ziemowitem Barańskim jachtowym kapitanem żeglugi wielkiej rozmawia Joanna Czyszczoń”.
Jest autorem książki „Jak się raz zacznie…” – antologii 80 opowiadań, wydanej w roku 2021 przez Macieja Nuckowskiego.